# شباب البومب 8 (مسلسل)
شباب البومب 8 هو مسلسل سعودي كوميدي درامي عرض في رمضان 2019.

## الممثلون
- فيصل العيسى بدور «عامر»
- عبد العزيز الفريحي بدور «تركي»
- مهند الجميلي بدور «شكش»
- سلمان المقيطيب بدور «كفتة»
- علي المدفع بدور «أبو عامر»
- شفيقة يوسف بدور «أم عامر»
- سارة اليافعي بدور «مها»
- خالد سامي بدور «الخال يوسف»
- ليلى السلمان
- حسن حسني
- محمد الدوسري بدور «ياسر»
- عبد العزيز برناوي بدور «عزوز»
- محمد الحربي بدور «سليمان»

### مشاركة النجوم
- ماجد مطرب
- ريماس منصور
- عوض عبد الله
- لمار
- محسن الشمري
- زارا البلوشي
- بدر اللحيد
- دانة آل سالم

### ضيوف الشرف
- مطرب فواز
- عبد الرحمن الرقراق
- عبد الله المزيني
- محمد المنصور
- عبد العزيز المبدل
- عبد العزيز السكيرين
- خالد الرفاعي
- سعد المدهش
- عمر الجاسر
- شافي الحارثي
- أحمد العبيد
- خالد آل منقاح
- محمد طلق
- أحمد العليان
- وجنات الرهبيني
- يحيى الغماري
- حسام داغر
- وحيد العبد الله
- عبد الرحيم الشربجي
- رانا الشافعي
- محمد عيسى بدور «أبو شكش»
- بخيت العامري بدور «أبو كفتة»
- حسام أبو صبره بدور «أبو ياسر»
- علي الابراهيم
- إبراهيم الرويشد
- ثامر العنزي
- وليد الغنام
- هاني مفاصل
- محمد أبو دعيج
- أسعد الجداوي

### نجوم التواصل الاجتماعي
- حموش
- بيجر

### مشاركة مميزة
- وائل الحربي بدور «الضابط»
- فيصل المسيعيد بدور «صالح ابن عم عامر»

## الحلقات
| ر. الإجمالي | العنوان          | تاريخ العرض الأصلي |
| ----------- | ---------------- | ------------------ |
| 1           | «أتحداك»         | 6 مايو 2019        |
| 2           | «ماستر كي»       | 7 مايو 2019        |
| 3           | «فراق احباب»     | 8 مايو 2019        |
| 4           | «الزين»          | 9 مايو 2019        |
| 5           | «بمب جي»         | 10 مايو 2019       |
| 6           | «شبح جدي»        | 11 مايو 2019       |
| 7           | «سليمان تيوب»    | 12 مايو 2019       |
| 8           | «ليالي الـ VAR»  | 13 مايو 2019       |
| 9           | «البطة»          | 14 مايو 2019       |
| 10          | «البرق»          | 15 مايو 2019       |
| 11          | «المحطة الأخيرة» | 16 مايو 2019       |
| 12          | «الواد عامر»     | 17 مايو 2019       |
| 13          | «مصور الجريمة»   | 18 مايو 2019       |
| 14          | «الشاليه»        | 19 مايو 2019       |
| 15          | «المومياء»       | 20 مايو 2019       |
| 16          | «أحترمني أحترمك» | 21 مايو 2019       |
| 17          | «الشيخ عامر»     | 22 مايو 2019       |
| 18          | «النضول»         | 23 مايو 2019       |
| 19          | «البير»          | 24 مايو 2019       |
| 20          | «سناب حصحوص»     | 25 مايو 2019       |
| 21          | «خوينا خالد»     | 26 مايو 2019       |
| 22          | «رحلة كان»       | 27 مايو 2019       |
| 23          | «اللوحة»         | 28 مايو 2019       |
| 24          | «مثل عيال فلان»  | 29 مايو 2019       |
| 25          | «إسوارة أمي»     | 30 مايو 2019       |
| 26          | «أربعة»          | 31 مايو 2019       |
| 27          | «القرض»          | 1 يونيو 2019       |
| 28          | «خوي المشهور»    | 2 يونيو 2019       |
| 29          | «فطور الجامعة»   | 3 يونيو 2019       |
| 30          | «كواليس»         | 4 يونيو 2019       |